# NPP Zvezdá

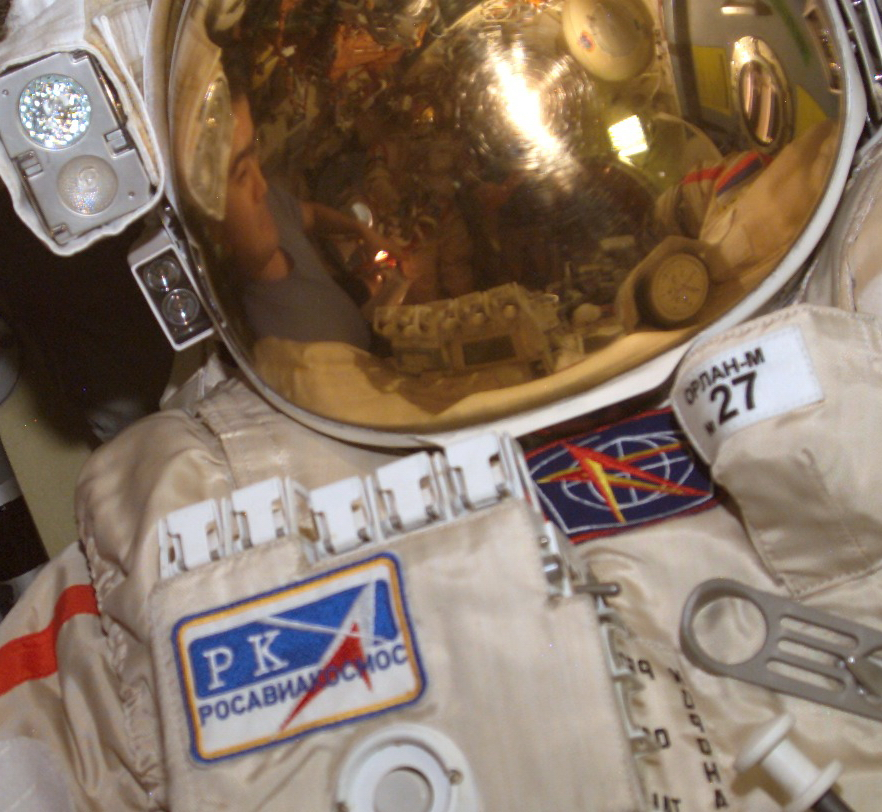
Logo Zvezda en traje espacial Orlan.

Zvezda (del ruso: 'НПП Звезда'), es una compañía de capital conjunto rusa establecida en 1952 dedicada a la investigación, desarrollo y producción de sistemas de soporte de vida portátiles para pilotos y cosmonautas, medios de escape y supervivencia para pasajeros y tripulantes de vehículos voladores, y sistemas de reabastecimiento en vuelo para aeronaves. Fue reorganizada como empresa de capital en 1994. En 2006 estaba dirigida por Guy I. Severin.

## Descripción
Los asientos eyectables desarrollados por el conglomerado industrial Zvezda son empleados actualmente por miles de aeronaves civiles y militares en Rusia y el resto del mundo, así como en vehículos espaciales y estaciones orbitales rusas.

## Tareas
Las principales tareas de Zvezda son
- Proveer capacidad de alto rendimiento a pilotos y cosmonautas en sus actividades profesionales, incluyendo condiciones de vuelo extremas;
- Incrementar la eficiencia operativa de aeronaves reduciendo las limitaciones debidas al factor humano;
- Salvar pilotos en accidentes y devolverlos a su actividad profesional.

Ha sido costumbre de Zvezda el trabajar en cooperación con científicos líderes e Institutos de Investigación, Burós de Diseño (OKB) y compañías de producción en serie de la industria rusa, así como formar parte activa de programas espaciales internacionales.

## Desarrollos
A la década de 1950 Zvezda se vio involucrada en los programas espaciales de la Unión Soviética. Como consecuencia de ello desarrolló sistemas de soporte de vida y trajes para animales (perros) y el primer traje espacial para humanos, el flexible CK-1 empleado por el cosmonauta Yuri Gagarin. También desarrolló el traje empleado por A. Leonov en el primer paseo espacial y trajes semirrígidos para el programa Soyuz y las estaciones espaciales Salyut y Mir. El traje de empleo prolongado Zvezda Orlan-M fue el principal de la estación orbital Mir y se planea emplearlo en la Estación Espacial Internacional. Actualmente se coopera con la NASA en tareas de desarrollo.
Entre los sistemas de salvamento aéreos fabricados por Zvezda se encuentran el asiento eyectable tipo cero-cero K-36DM y el K-36D-3.5, considerados los mejores del mundo. Estos equipan a los cazabombarderos MiG-29 y Su-27 entre muchos otros. También se destaca el asiento eyectable para el helicóptero Kamov Ka-50.
En cuanto a los trajes protectores para vuelo se encuentra el ККО-15 para pilotos de combate, descendiente perfeccionado del modelo KKO-5, desarrollado en la década de 1950. También fabrica medios de oxigenación para aviones civiles y comerciales.
Zvedza inició en la década de 1950 los estudios para un sistema de reabastecimiento en vuelo. Actualmente desarrolla uno que puede ser adaptado a aviones de distintos orígenes.